# Pardocracia
La pardocracia es un término que fue usado principalmente en Venezuela, Colombia, Ecuador y la Gran Colombia, entre los siglos XVIII y XIX para referirse a un posible gobierno de la casta de los pardos que desplazarían a los blancos criollos. La expresión se originó debido al temor de la élite blanca por los sucesos derivados de las rebeliones de esclavos y la independencia de Haití; muchos de estos blancos definían a los pardos como una «clase peligrosa».

## Origen del término
Entre 1790 y 1830, en el Caribe, se expandió entre la población de color los ideales de igualdad y libertad provenientes de la revolución francesa y los sucesos de Haití, muchos trataron de actuar en consonancia con estos valores. Estos buscaron promover luchas para lograr cambios políticos, lo que aumentó el temor de la elite blanca a una guerra racial y ser sustituidos del poder político por los negros y mestizos. La elite criolla calificaría las intenciones de cambio de la población de color como la instauración de una pardocracia, el término pardo en parte de América Latina hacía referencia a personas producto del mestizaje entre indios, negros, blancos y los descendientes de estos.

El militar y político venezolano Simón Bolívar fue uno de los dirigentes que mostró mayor temor hacia la pardocracia, en parte de su correspondencia, expresó miedo y desprecio hacia la población de color, temía que los pardos se rebelaran contra los criollos y los desplazaran del poder. En una carta de 1825 de Bolívar al general Francisco de Paula Santander, el Libertador expresó su temor a la pardocracia:
«La igualdad legal no es bastante por el espíritu que tiene el pueblo, que quiere que haya igualdad absoluta, tanto  en lo público como en lo doméstico; y después querrá la pardocracia, que es su inclinación natural y única, para  exterminio después de la clase privilegiada.»
En otra carta de Bolívar al general Santander de 1826, vuelve a expresar su temor a la pardocracia y critica a los blancos más abiertos a la inclusión de la población de color en puestos de poder:
«Le temen a los ingleses para ligarse con ellos, y no le temen a la revolución de colores, porque el pueblo es muy sumiso […] mi hermana me dice que en Caracas hay tres partidos, monárquicos, demócratas y pardócratas […] demagogos (amigos de Páez) sugieren ideas napoleónicas […] esos caballeros han sido federalistas primero, después constitucionales y ahora napoleónicos, luego no les queda más grado que recibir que el de anarquistas, pardócratas o degolladores».

## Historia
Desde el siglo XII, en varios países de América Latina, el término pardo se utilizaba para toda aquella persona de origen mestizo, eran incluidos los mulatos, mestizos, zambos, etc. Esta casta se consideraba inferior y se les excluía de los cargos públicos y el servicio militar, sin embargo, con el paso de los años fueron adquiriendo más derechos.
Debido al proceso de mestizaje, la casta de los pardos se fue convirtiendo en la mayoría de la población, algunos pardos lograron alcanzar cierto nivel de poder y gracias a la Real Cédula de Gracias al Sacar de 1795, los pardos, previo un pago, podían acceder a los mismos derechos que los blancos, lo que generó el rechazo de los mantuanos.
Entre 1790 y 1811 en Venezuela, dentro de los pardos surgió un grupo denominado «pardos beneméritos» los cuales poseían cierto nivel de riqueza y educación, y algunos llegaron a conseguir el título de «don». Estos grupos de pardos pronto trataron de lograr posiciones de poder dentro de la política y el ejército, además de buscar difundir ideas liberales entre la población. El incremento de la población y del poder económico y político de los pardos aumentó el recelo de los criollos, que empezaron a calificarlos como una «clase peligrosa».
Los mantuanos buscaron constantemente limitar la posibilidad de ascenso social de los pardos por medio de leyes y trataron de reducir el poder de aquellos que habían logrado adquirir más derechos. El general Francisco de Miranda y su padre Sebastián de Miranda fueron acusados de ser de origen pardo por los mantuanos que buscaban desplazarlos de sus cargos, debido a sus humildes orígenes.
Diversos sucesos como la revolución francesa, la independencia de Haití y la rebelión de negros de la Sierra de Coro liderada por jacobinos negros como José Leonardo Chirino, incrementaron el temor de la elite blanca a la instauración de una pardocracia.

### Guerra de independencia
Durante el inicio de la guerra de independencia de Venezuela los pardos representaban más de dos tercios de la población total, la élite de los blancos criollos sentían cierto temor a que se repitieran los sucesos de Haití y mostraron rechazo a la abolición de la esclavitud. El general Francisco de Miranda propuso otorgar la libertad a los esclavos que lucharan en el ejército, pero fue rechazada por los blancos patriotas que la veían como una amenaza a sus intereses.
La falta de concesiones a la población de color llevó a que entre 1811 y 1816 la guerra se convirtiera un conflicto racial, siendo definida como una guerra de colores, muchos mestizos y esclavos se unieron al ejército realista para luchar contra los mantuanos siendo uno de los factores que provocó la caída de las dos primeras repúblicas en Venezuela. El general español José Tomás Boves agrupó bajo su mando un ejército de color que luchó en contra de la república, entre los soldados se volvió común la consigna «muerte a los blancos».
El militar y político venezolano Simón Bolívar trató de ganarse el apoyo de la población de color, en 1816 proclamó la abolición de la esclavitud para los que se unieran al ejército, pero pocos lo hicieron, ya que veían a Bolívar como un miembro más de la elite criolla y no como un libertador. Bolívar hizo varios intentos de abolir la esclavitud y en varios discursos expresó una visión positiva del mestizaje en Venezuela, sin embargo, también mostró miedo y antipatía hacia las masas de color debido a los temores de la guerra racial y la pardocracia.
Parte de la elite blancos criollos aún temía por la guerra de color, muchos pensaban que una vez terminada la guerra contra España se iniciaría una guerra contra las masas de color. Fueron escasos los militares de color de alto rango, algunos como el general pardo Manuel Piar y el almirante pardo José Prudencio Padilla fueron ejecutados por órdenes de Bolívar, y en sus juicios se hizo evidente el temor a una guerra racial y la pardocracia.
La ejecución del general Manuel Piar en 1817, reflejaría estos temores, Piar fue acusado de rebelión e incitar a una guerra racial, su pertenencia a la casta de los pardos se mencionó constantemente en el juicio y las supuestas intenciones de rebelar a los pardos contra los blancos para provocar una guerra de colores, acusaciones negadas por el propio Piar.

El día posterior a su ejecución, Bolívar lo justificaría en una proclama diciendo que no solo se evitaba «la guerra civil, sino la anarquía»  la cual llevaría a la pérdida de la libertad e igualdad que habían permitido, según Bolívar, eliminar de la república «la odiosa diferencia de clases y colores». En otra proclama publicada previo al arresto de Piar, Bolívar había expresado:
«El general Piar con su insensata y abominable conspiración sólo ha pretendido una guerra de hermanos en que crueles asesinos degollasen al inocente niño, a la débil mujer, al trémulo anciano, por la inevitable causa de haber nacido de un color más o menos claro. Venezolanos, ¿No os horrorizáis del cuadro sanguinario que os ofrece el nefando proyecto de Piar? Calificar de un delito al accidente casual que no se puede borrar ni evitar. El rostro según Piar es un delito y lleva consigo el decreto de vida o muerte. Así ninguno seria inocente, pues que todos tienen un color que no se puede arrancar para substraerse de la mutua persecución.»
Las ejecuciones ordenadas por Bolívar contra militares pardos se convirtieron en una norma a seguir posteriormente por diversos gobiernos republicanos, los temores por insurrecciones de pardos y esclavos volvió común la aplicación de ejecuciones contra los implicados en rebeliones o presuntas rebeliones, manteniendo las tensiones raciales heredadas desde la colonia.

### Época republicana
Tras la independencia, con la desaparición del sistema de castas los términos pardos y pardocracia cayeron en desuso, pero el temor a las masas de color se mantuvo en la elite gobernante. Previo a la abolición de la esclavitud en Venezuela en 1854, fueron constantes las revueltas de esclavos y negros libres, en Caracas, algunos pardos libres alentaban a la población a apoyar la abolición de la esclavitud y asesinar a los blancos.
El clima político y social de la época desembocó en la guerra federal en 1859, previo a la guerra, la mayoría de la población de color se encontraba en la pobreza y muchos se unían a caudillos locales que se dedicaban al robo y saqueo. La guerra federal tuvo matices de una guerra racial, una de las consignas usadas por las masas populares fue la de «muerte a los blancos», por su parte el sector conservador veía a los federales como representantes de la barbarie que buscaban destruir a la civilización.
Al acabar la guerra federal, sobreviene un periodo de paz racial, sin embargo, muchos intelectuales y políticos influenciados por el positivismo como Lisandro Alvarado, José Gil Fortoul, Laureano Vallenilla Lanz, Rufino Blanco Fombona, Arturo Uslar Pietri y otros, seguían considerando a la población de color como un problema para el país. Estos intelectuales promovieron un proyecto de blanqueamiento racial de la población por medio de una masiva inmigración de europeos, buscando reducir la cantidad de población de color, creyendo que de esta manera se modernizaría al estado.